# 4779 Whitley
4779 Whitley је астероид главног астероидног појаса са средњом удаљеношћу од Сунца која износи 3,183 астрономских јединица (АЈ).
Апсолутна магнитуда астероида је 12,1.